# Habrocestum penicillatum
Habrocestum penicillatum är en spindelart som beskrevs av Lodovico di Caporiacco 1940. Habrocestum penicillatum ingår i släktet Habrocestum och familjen hoppspindlar. Inga underarter finns listade i Catalogue of Life.